# Cleome bangiana
Cleome bangiana là một loài thực vật có hoa trong họ Màng màng. Loài này được Gilg ex Heilbr. mô tả khoa học đầu tiên năm 1931.